# Frederik Motzfeldt

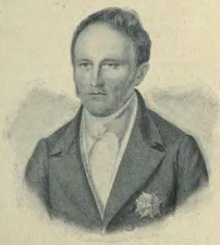
Frederik Motzfeldt.

Frederik Motzfeldt, född den 2 november 1779 i Børseskognen vid Trondhjem, död den 2 januari 1848 i Kristiania, var en norsk jurist och politiker, sonsons son till Peter Nicolay Motzfeldt, kusin till Peter och Carl Frederik Motzfeldt.
Motzfeldt blev 1806 sorenskriver i Romsdalen och byfoged i Molde samt 1814 assessor i Høyesteret. Han var ledamot av riksförsamlingen på Eidsvold 1814 och av stortinget 1830. Åren 1821-45 var han statsrevisor. Han var medlem av riksrätterna 1821-22, 1827 och 1836 samt av stortingsdeputationen till Stockholm 1828.